# Тихият залив
„Тихият залив“ (на френски: Ma Loute) е френско-германски филм от 2016 година, черна комедия на режисьора Брюно Дюмон по негов собствен сценарий.
Действието се развива в първите години на XX век в крайбрежно селище в Северна Франция. В центъра на абсурдния сюжет са две семейства – местни рибари канибали и притежаващи вила богати граждани с психически отклонения – и странната любовна връзка между две от децата им. Главните роли се изпълняват от Брандон Лавиевил, Раф, Фабрис Лукини, Валерия Бруни-Тедески, Дидие Депре.
„Тихият залив“ е номиниран за наградата „Златна палма“.